# VEF (завод)
Госуда́рственный электротехни́ческий заво́д «ВЭФ» (латыш. VEF, Valsts Elektrotehniskā Fabrika) — крупнейшее электротехническое предприятие Латвии (1919—1999), производитель товаров электротехники и электроники.

## История
Завод ВЭФ был ведущим производителем АТС, телефонных коммутаторов, телефонных аппаратов, радиостанций, радиоприёмников, и другой продукции.
Заводские корпуса и прилегающий квартал были построены на рубеже XIX—XX веков. До Первой мировой войны (1914—1918) здание, где впоследствии разместился завод ВЭФ, принадлежало электромеханическому заводу «Унион». Датой основания предприятия считается апрель 1919 года, когда начальник Департамента почт и телеграфа Латвийской Республики Эдуардс Кадикис издал приказ, в котором Александру Типайнису было предложено организовать механическую мастерскую по ремонту телефонных и телеграфных аппаратов, линейного оборудования и почтового инвентаря. Первоначально в этой мастерской работало 5 человек. В 1920 году было приобретено различное производственное оборудование, которое было размещено в подвале Департамента почт и телеграфа, а в следующем 1921 году мастерская начала производство телеграфных аппаратов систем Хьюза и Морзе.
В 1922 году предприятие начало выпуск телефонных аппаратов, а в 1924 году — детекторных радиоприёмников. В том же 1924 году мастерская переехала из подвала Департамента почт и телеграфа в здание бывшего городского ломбарда на улице Слокас, дом 16. Количество работников предприятия превышало 300 человек, по сути это была уже не мастерская, а завод. Предприятие быстро развивалось, и в 1927 году вновь встал вопрос о расширении производства. Было принято решение купить у ликвидационной комиссии российской Всеобщей компании электричества принадлежавшее ей здание завода «Унион» на улице Бривибас. В 1928 году, после приведения помещений в порядок, предприятие переехало туда, где существует и поныне. Завод был назван PTVGD (латыш. Pasta un telegrāfa virsvaldes galvenā darbnīca, «Главная мастерская управления почты и телеграфа»).
Предприятие достигло такого уровня, что большинство комплектующих для своей продукции производило самостоятельно. В то же время многие иностранные фирмы пытались утвердиться в Латвии, и завод просто не мог с ними конкурировать. Руководитель предприятия Александр Типайнис пролоббировал введение высоких таможенных пошлин на каждый ввезённый в страну радиоприемник — 10 латов за каждую радиолампу. Это делало невыгодным ввоз приёмников из-за границы, но защищало и стимулировало местного производителя.
В 1930 году предприятие приобрело фанерную фабрику «Latvijas Bērzs», что позволило изготавливать качественные корпуса для приёмников, а начиная с 1935 года — строить самолёты. PTDGD начал производство автоматических телефонных станций. Была куплена лицензия у немецкой фирмы Mix & Genest для производства станций небольшой номерной ёмкости (на 100, 200, 300 номеров), и станций большой номерной ёмкости (1000, 2000 номеров). К 1940 году большинство телефонных станций в Риге и населённых пунктах Латвии были производства PTDGD.
В феврале 1932 года завод сменил название на Valsts Elektrotehniskā Fabrika «Pērkons» (латыш. «Pērkons» — «Гром»), но вскоре от «Грома» отказались, и название предприятия упростилось до известного «Valsts Elektrotehniskā Fabrika» (VEF).
В середине 1932 года был объявлен конкурс на фирменный знак завода. В данном конкурсе победил молодой дизайнер Карлис Ирбитис. Завод производил широкий ассортимент продукции: телефонные аппараты и телефонные станции, радиоприёмники, утюги, радиостанции, электролампы, электрические фонарики, фотобумагу, спортивные самолёты и даже военные истребители VEF Irbitis-16.
В 1937 году ВЭФ начал производство миниатюрных «шпионских» фотоаппаратов Minox, творения Вальтера Цаппа.
Лицом завода стали радиоприемники VEF. На международных выставках 1935 года в Брюсселе и 1937 года в Париже аппараты под маркой VEF были удостоены Гран-при. Завод изготавливал такое количество радиоприёмников, что местный рынок был не в состоянии поглотить их, был начат экспорт радиоприёмников в другие страны. Начиная с 1935 года, ВЭФ открыл торговые представительства в Таллине, Каунасе, Хельсинки, Осло, Цюрихе и Лондоне. Перед Второй мировой войной ВЭФ экспортировал 8000 радиоприёмников в год.
Помимо радиоприёмников, на заводе производились кинопроекторы, силовые трансформаторы для электросетей, высоковольтное оборудование, силовые кабели и провода, ветрогенераторы, радиостанции для морских судов и самолётов, стационарные радиопередатчики, батарейки и аккумуляторы, пылесосы. Также малыми партиями изготавливались дорожные машины, был выпущен первый латвийский автомобиль Ford-Vairogs. В 1937 году на ВЭФе Карлис Ирбитис сконструировал мотоцикл Pandera, на котором был применён электрический стартер и V-образный двигатель, кстати, раньше, чем он появился на американских мотоциклах Harley-Davidson.
После советской оккупации Латвии в 1940 году завод перешёл под контроль Народного комиссариата электротехнической промышленности СССР. В акте о приёмке завода был отмечен высочайший технический уровень ВЭФа. Были переведены на советскую элементную базу модели радиоприёмников, подготовленных к производству в 1941 году, доставлены на завод советские радиокомпоненты. Но в 1941 году началась война, Латвия была оккупирована нацистской Германией, и владельцем завода стала немецкая фирма AEG. Предприятие получило название AEG Ostlandwerk Gmbh.
На заводе производились радиоприёмники VEF Super M517 — сначала на советских лампах, затем они были переведены на немецкие радиолампы серии Е-11; VEF Super KB416 — «офицерский чемоданчик»; VEF Super B417 — батарейный вариант М517 на лампах серии D-21. Также на заводе производились танковые, судовые, пехотные и авиационные радиостанции, различные приборы для настройки и контроля радиооборудования, авиационные приборы для штурмовиков Юнкерс-87. В 1944 году, перед освобождением Риги от немецкой оккупации, большая часть технологического оборудования и готовой продукции была вывезена в Германию, а заводские корпуса взорваны.
После войны завод был восстановлен, и уже в 1945 году заработал цех по производству фотобумаги. В конце 1945 года был выпущен радиоприёмник VEF Super M557, который являлся упрощённым вариантом радиоприёмника VEF Super M517. Был также выпущен малой серией 13-ламповый радиоприёмник высшего класса VEF Super Lux M1357, также являющийся упрощённой копией радиоприемника М1307 — с фиксированными настройками, автоподстройкой частоты гетеродина, приводом механизма настройки электродвигателем, экспандером для расширения динамического диапазона звука, громкоговорителем с облегчённым подвесом.
Схемотехнические решения данных аппаратов впоследствии были применены в радиоприёмниках «Латвия М137» и «Мир М152». Однако время ламповых радиоприёмников уже заканчивалось, в 1960-х годах на ВЭФе началось производство транзисторных приёмников. Первый такой радиоприёмник под маркой Спидола был выпущен небольшой серией в 1960 году. Массовый выпуск начался в 1962 году. Приёмник оказался весьма удачным и быстро завоевал популярность в СССР.
Варианты «ВЭФ-Спидола» (1962) «ВЭФ-Спидола-10» (1963), «ВЭФ-Транзистор-10» (1965) отличались от первой модели внешним оформлением, конструкцией шкалы настройки и незначительными изменениями в электрической схеме. Кроме того, варианты для внутреннего рынка и для экспорта различались границами диапазонов. Конструкция «Спидолы» стала основой для разработки многих последующих моделей (ВЭФ-12, ВЭФ-201, ВЭФ-202, «Спидола-207» и др.), отличавшихся многочисленными усовершенствованиями, в том числе добавлением регулятора тембра, диапазона УКВ, более современной элементной базой, улучшенными электроакустическими параметрами и др.
Одна из разработок из этого ряда была в 1968 году передана на Минский радиозавод (ныне ОАО «Горизонт»), и дала начало семейству приёмников «Океан». Характерная конструктивная особенность «Спидолы» и её модификаций — переключатель диапазонов сделан в виде барабана, на котором закреплены входные и гетеродинные контуры.
Во времена СССР завод ВЭФ, который специализировался на электронике, был одним из крупнейших предприятий этого рода.
Изготовление электрических ламп выделили в отдельное производство, и в 1950 году на базе цеха по производству электрических ламп ВЭФа был создан Рижский электроламповый завод. В 1963 году изготовление коммутационной техники военного назначения также было выделено в отдельное производство. На базе одного из цехов ВЭФа, где производилась коммутационная техника военного назначения, был создан завод «Коммутатор». Наряду с заводом ВЭФ, в Латвийской ССР в число крупнейших предприятий по производству телекоммуникационного оборудования и электроники входили: Рижский радиозавод им. Попова (ПО «Радиотехника»), завод Альфа, заводы Коммутатор и Эллар.
На пике развития в 1991 году на ВЭФе работали 20 тыс. человек. Его самой известной продукцией были телефонные аппараты, телефонные станции и радиоприёмники. Однако после восстановления Латвией независимости, распада СССР и открытия границ латвийской электронной промышленности стало трудно конкурировать с более качественной продукцией иностранных фирм. Ситуацию ухудшил и крупный пожар 18 июня 1989 года, который почти полностью разрушил 3 и 4-й корпус, парализовал работу машинно-ремонтного, электротехнического цехов и линии производства радиоаппаратов. С 1990 года также прекратились заказы от Министерства обороны и служб безопасности СССР - телефонные централи для подлодок и т.д.
Попытки реструктуризовать ВЭФ и организовать совместное производство с иностранными фирмами не улучшили ситуацию, хотя в 1992 году, с участием партнеров из Германии, завод сумел улучшить свое финансовое положение, модернизировал оборудование. ВЭФ начал сборку телефонных аппаратов из германских деталей для продажи в страны СНГ и ремонт подержаных аппаратов для продажи на немецком рынке. В 1999 году завод был приватизирован и реорганизован. ВЭФ был разделён на 6 небольших фирм, большинства из которых уже не существует. В трёх самых крупных компаниях: «VEF un Ko», «VEF TELEKOM» и «VEF Radiotehnika RRR» работают от 100 до 200 человек в каждой.
Долгое время многие помещения завода были заброшены. Сейчас часть ветхих корпусов снесена, на месте некоторых идёт строительство, а другие помещения завода сдаются в аренду. 1/5 часть территории завода занимает торговый центр «Domina», ещё на некоторой части территории завода располагаются различные фирмы, например, латвийский филиал международной компании «Accenture» (в здании постройки 1900 года). ВЭФ объединился с фирмой «Радиотехника», но, даже несмотря на это, завод занимает небольшое здание. В 2017 году крупный латвийский производитель сетевого оборудования "MikroTik" реставрировал главное исторические здание завода, построенного в 1899 году по проекту Генриха Шеля, в котором располагается штаб-квартира компании. Сегодня компания "VEF un Ko" занимается разработкой БПЛА вертолётного типа для сельского хозяйства.

## Директора завода[6]
| 1919—1931 | Типайнис, Александр          |
| 1931      | Озолиньш / А. Думиньш        |
| 1932—1940 | Витолс, Теодор               |
| 1940—1941 | Люль Адольф Петрович         |
| 1941—1944 | Berretz K.                   |
| 1944—1957 | Гайле, Георгий Иванович      |
| 1957—1958 | Хубаев, Георгий Васильевич   |
| 1958—1962 | Алексеев, Николай Иванович   |
| 1962—1967 | Эгле, Александр              |
| 1967—1973 | Биркенфельд, Всеволод Янович |
| 1973—1987 | Ленёв, Олег Константинович   |
| 1987—1993 | Бражис, Иварс                |
| 1993—1995 | Лауцис, Эдвин                |
| 1995—1996 | Крейтус, Айварс              |
| 1996—2001 | Лауцис, Эдвин                |
| 2001—2006 | Липиньш, Гунтис              |

## Продукция завода
Список моделей радиоаппаратуры, выпущенной производственным объединением ВЭФ после 1945 года:
| - ВЭФ М-557 - ВЭФПЕР-45 - ВЭФПЕР 1-46 - ВЭФ М-697 - Латвия М-137 - Мир М-152 - Балтика М-254 - Мир М-154/Р - Люкс - Россия - Концерт - Люкс-2 - Кристалл - Турист - Спидола - Янтарь | - ВЭФ-Спидола-10 - Латвия-М - ВЭФ-Радио - ВЭФ-Рапсодия - ВЭФ-Транзистор-10 - ВЭФ-12 (внешний вид) - ВЭФ-201 - ВЭФ-204 - ВЭФ-202 - Спидола-207/208 - ВЭФ-206 - Спидола-230 - Спидола-230-1 - Спидола-231 - ВЭФ-101-стерео | - Спидола-240 - ВЭФ-260 Sigma - ВЭФ-Спидола-232 - ВЭФ-280 - ВЭФ-260-2 - ВЭФ-214 - ВЭФ-317 - ВЭФ-284-стерео - ВЭФ-287 - ВЭФ-221 - ВЭФ-222 - ВЭФ-216 - ВЭФ Siringa РМ-290с - Телефонные аппараты VEF |

Предприятием выпускались малосерийные и опытные аппараты, они могут быть не указаны в вышеприведённом списке.

### Прочая продукция
- Мотоцикл Pandera, сконструированный Арнольдом Пандерсом. В разработке транспортного средства принимал участие и авиаконструктор Карлис Ирбитис.
- Самолёты ВЭФ К. Ирбитиса, начиная с VEF I-11

## Награды
В 1966 году завод был награждён орденом Ленина, в 1969 году заводу присвоили имя В. И. Ленина, а в 1985 году ВЭФ наградили орденом Октябрьской революции.